# Relaciones España-República de Venecia
Las Relaciones España-República de Venecia se refiere a las relaciones bilaterales entre la extinta República de Venecia y el Reino de España.
La Serenísima República de Venecia fue una ciudad-estado situada en el norte de Italia, a orillas del mar Adriático, y que luego reunió bajo su dominio a todos los vénetos del Triveneto, Istria y Dalmacia. Su capital fue la actual ciudad de Venecia. Existió como estado independiente desde el siglo IX hasta 1797.

## La Conjuración de Venecia
La conjuración de Venecia de 1618 fue una confusa intriga diplomática entre la Monarquía Hispánica de Felipe III y la Serenísima República de Venecia, que condujo a una violenta revuelta contra los extranjeros al descubrirse (19 de mayo). Las fuentes italianas la denominan conjuración o conjura de Bedmar, nombre del embajador español.
Según las fuentes venecianas, el origen sería un complot de las autoridades de los dominios españoles en Italia: el virrey de Nápoles (el Duque de Osuna, asistido por Francisco de Quevedo), el gobernador de Milán (Marqués de Villafranca), junto con el embajador español ante la República (Marqués de Bedmar), que habrían manipulado a un grupo de mercenarios franceses asentados en Venecia (algunos de ellos hugonotes, de religión protestante) para provocar una situación que permitiera la intervención militar de la flota española presente en el Adriático. Los franceses terminaron asesinados en los tumultos o ejecutados judicialmente.
Las fuentes españolas desplazan la responsabilidad de la manipulación a las autoridades venecianas, que querrían de este modo comprometerlas. De hecho, tras el escándalo, que incluyó un intento de asalto popular a la embajada española y la novelesca huida de Quevedo disfrazado de mendigo -que se libró de la muerte gracias a su dominio del dialecto veneciano-, se produjo la destitución de esos cargos, que los venecianos consideraban hostiles.

## Relaciones posteriores
Las futuras relaciones entre Venecia y España fueron más cordiales, manteniéndose un equilibrio que garantizaba la independencia de Venecia, en una coyuntura en que la política pacifista mantenida durante el reinado de Felipe III (validazgo del Duque de Lerma) pasa a convertirse en más agresiva con la del Duque de Uceda tras el escándalo de la caída de Lerma (en el mismo año de 1618).

## La conjuración de 1310
No debe confundirse con el Drama histórico en cinco actos y en prosa, de Martínez de la Rosa (1834) La conjuración de Venecia, año de 1310, basado en un hecho histórico medieval que tuvo lugar en ese año.
Así lo presentaba Mariano José de Larra en la reseña de su estreno (25 de abril de 1834):

El Gobierno aristocrático de Venecia, reducido a un corto número de familias patricias, debía dar lugar a conjuraciones continuas: el pueblo oprimido no podía menos de aspirar a reconquistar sus derechos usurpados; y el recelo y la desconfianza, inseparables compañeros de la injusticia y la tiranía, debían hacer cruel al poder. De aquí el atroz sistema inquisitorial, que ahogaba en el patíbulo, según la expresión del señor Martínez, las mismas quejas. Razones de alta política impelieron al embajador de Génova a proteger aquella famosa conspiración. Ábrese la escena en su casa, donde se reúnen los principales conjurados a convenir en los medios de derribar la tiranía oligárquica de Venecia, durante su famoso carnaval: la libertad y confusión de esta temporada de alegría y festividad parecen prestarse a las ocultas maquinaciones de los conjurados.